# Sonnet 3

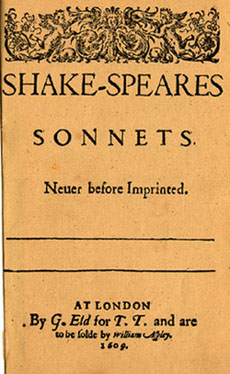
Sonnetten van Shakespeare, 1609

Sonnet 3 maakt deel uit van de sonnetten van Shakespeare die voor de eerste keer in 1609 werden gepubliceerd. Het is het derde uit de reeks van 17 sonnetten van Shakespeare die in het Engels de procreation sonnets (letterlijk: voortplantingssonnetten) worden genoemd. Ze zijn geschreven voor een jongeman, en raden hem dringend aan snel te gaan trouwen en kinderen te krijgen, zodat hij zijn schoonheid kan doorgeven aan de volgende generatie.
In Sonnet 3 wordt de jongeman werkelijk aangespoord zich te vermenigvuldigen. Daarvan getuige de tweede versregel (Now is the time that face should form another): een ander gezicht vormen staat hier voor een kind maken. In de laatste zinnen (regel 13 en 14) gaan de raadgevingen en aanmaningen zelfs over in dreigementen. 

## Shakespeares tekst
| Sonnet 3 Look in thy glass, and tell the face thou viewest Now is the time that face should form another, Whose fresh repair if now thou not renewest Thou dost beguile the world, unbless some mother. For where is she so fair whose uneared womb Disdains the tillage of thy husbandry? Or who is he so fond will be the tomb Of his self-love, to stop posterity? Thou art thy mother's glass, and she in thee Calls back the lovely April of her prime; So thou through windows of thine age shall see, Despite of wrinkles, this thy golden time. But if thou live, remembered not to be, Die single, and thine image dies with thee. |

## Vertaling
Kijk in de spiegel en zeg aan het gezicht dat je ziet
dat het nu een ander gezicht moet vormen;
Indien je jezelf niet vernieuwt,
verhinder je één of andere vrouw een moeder te worden.
Want welke vrouw houdt haar onbezaaide schoot voor jou op slot,
en laat haar akker niet door jou beploegen?
Of wie zoekt liever bij zichzelf genot
Om daarmee zijn nageslacht te verijdelen?
Jij bent het spiegelbeeld van jouw moeder, en zij van jou
In jou ziet ze de lente van haar jeugd:
Zo zal ook jij, als je oud bent, zien
dat dit ondanks de rimpels je gouden tijd is.
Maar als je verkiest te leven zonder te worden herinnerd,
zal je kinderloos sterven en jouw spiegelbeeld zal sterven met jou.

## Analyse
Shakespeares sonnetten zijn voornamelijk geschreven in een metrum genaamd jambische pentameter, een rijmschema waarin elke sonnetregel bestaat uit tien lettergrepen. De lettergrepen zijn verdeeld in vijf paren, jamben genoemd, waarbij elk paar begint met een onbeklemtoonde lettergreep.
Shakespeare vertelt dat de jongeman zich moet realiseren dat, nu hij een dagje ouder wordt, het tijd is om aan kinderen te beginnen. Doet hij dit niet, dan bedriegt hij in feite de wereld en Moeder Natuur (versregel 4 Thou dost beguile the world). In dezelfde versregel (... unbless some mother) verwijst het woordje 'mother' naar de denkbeeldige moeder van zijn toekomstige kind. Versregel 1 wordt weerspiegeld in versregel 9 met het beeld van de spiegel (glass). In Thou art thy mothers's glass heeft mother betrekking op de moeder van de aangesproken jongeman: in hem ziet zij een weerspiegeling van haar eigen jeugd en schoonheid. Door zich voort te planten heeft zij zich ervan verzekerd dat die schoonheid niet verloren gaat en dat zij zich die op elk ogenblik weer voor de geest kan halen (calls back). 
Versregels 5 tot 8 beginnen met een compliment aan de jongeman: welke vrouw zou kunnen weigeren om zich door hem te laten bevruchten: welke vrouw zou haar unearthed womb niet voor hem beschikbaar maken...  Shakespeare maakt hier gebruik van een aantal seksueel getinte metaforen, zoals het bewerken van de akker van de vrouw (tillage, unearthed womb) en de zelfliefde van de onanie (so fond [...] of his self-love, to stop posterity) als verspilling van het zaad.
Shakespeare geeft hier dus een reden waarom het zo belangrijk is om kinderen te maken: door hun kinderen kunnen ouders hun innerlijke en uiterlijke schoonheid meegeven. Op die manier kunnen ook zij een beetje verder leven. Indien dit niet gebeurt, zal er na de dood van de jongeman geen herinnering meer zijn. Dat maakt hij heel duidelijk met het afsluitende 'dreigende' couplet van versregels 13 en 14. Met die single brengt hij die boodschap krachtig over: door het in de tegenwoordige tijd te zetten geeft hij aan dat het sterven al begonnen is...